# Corre-soques de Panamà
El corre-soques de Panamà (Margarornis bellulus) és una espècie d'ocell de la família dels furnàrids (Furnariidae).

## Hàbitat i distribució
Habita la selva pluvial de les muntanyes de l'est de Panamà.